# Theillement
Theillement és un municipi francès situat al departament de l'Eure i a la regió de Normandia. L'any 2007 tenia 360 habitants.

## Demografia

### Població
El 2007 la població de fet de Theillement era de 360 persones. Hi havia 130 famílies de les quals 13 eren unipersonals (13 homes vivint sols), 50 parelles sense fills, 59 parelles amb fills i 8 famílies monoparentals amb fills.
La població ha evolucionat segons el següent gràfic:
Habitants censats

### Habitatges
El 2007 hi havia 144 habitatges, 131 eren l'habitatge principal de la família, 9 eren segones residències i 3 estaven desocupats. Tots els 144 habitatges eren cases. Dels 131 habitatges principals, 120 estaven ocupats pels seus propietaris, 9 estaven llogats i ocupats pels llogaters i 2 estaven cedits a títol gratuït; 5 tenien dues cambres, 8 en tenien tres, 24 en tenien quatre i 94 en tenien cinc o més. 115 habitatges disposaven pel capbaix d'una plaça de pàrquing. A 52 habitatges hi havia un automòbil i a 77 n'hi havia dos o més.

### Piràmide de població
La piràmide de població per edats i sexe el 2009 era:
| Homes | Edats   | Dones |
| ----- | ------- | ----- |
| 0     | 95 o +  | 0     |
| 0     | 90 a 94 | 0     |
| 0     | 85 a 89 | 0     |
| 4     | 80 a 84 | 0     |
| 4     | 75 a 79 | 8     |
| 4     | 70 a 74 | 4     |
| 4     | 65 a 69 | 8     |
| 12    | 60 a 64 | 4     |
| 4     | 55 a 59 | 4     |
| 24    | 50 a 54 | 16    |
| 4     | 45 a 49 | 8     |
| 12    | 40 a 44 | 12    |
| 12    | 35 a 39 | 20    |
| 12    | 30 a 34 | 20    |
| 4     | 25 a 29 | 8     |
| 8     | 20 a 24 | 0     |
| 28    | 15 a 19 | 8     |
| 4     | 10 a 14 | 12    |
| 24    | 5 a 9   | 8     |
| 8     | 0 a 4   | 12    |

## Economia
El 2007 la població en edat de treballar era de 241 persones, 179 eren actives i 62 eren inactives. De les 179 persones actives 161 estaven ocupades (86 homes i 75 dones) i 17 estaven aturades (8 homes i 9 dones). De les 62 persones inactives 29 estaven jubilades, 15 estaven estudiant i 18 estaven classificades com a «altres inactius».

### Ingressos
El 2009 a Theillement hi havia 138 unitats fiscals que integraven 387 persones, la mediana anual d'ingressos fiscals per persona era de 20.066 €.

### Activitats econòmiques
Dels 7 establiments que hi havia el 2007, 1 era d'una empresa de construcció, 1 d'una empresa de comerç i reparació d'automòbils, 2 d'empreses immobiliàries, 1 d'una empresa de serveis i 2 d'empreses classificades com a «altres activitats de serveis».
L'únic servei als particulars que hi havia el 2009 era un saló de bellesa.
L'únic establiment comercial que hi havia el 2009 era una floristeria.
L'any 2000 a Theillement hi havia 18 explotacions agrícoles que ocupaven un total de 810 hectàrees.

## Equipaments sanitaris i escolars
El 2009 hi havia una escola elemental integrada dins d'un grup escolar amb les comunes properes formant una escola dispersa.

## Poblacions més properes
El següent diagrama mostra les poblacions més properes.